# Ascoseira mirabilis
Az Ascoseira mirabilis a barnamoszatok (Phaeophyceae) monotipikus Ascoseira nemzetségének egyetlen ismert faja, így típusfaja. A Déli-óceánban endemikus. Az Ascoseira az Ascoseirales egyetlen ismert nemzetsége. Az árapályzóna alatt 3–15 m mélyen él. Mintegy 100 millió évvel ezelőtt alakulhatott ki.
2 és 3 éves hajtásai fotoszintetikus potenciálja közt jelentős különbség van: előbbié teljesítéséhez 1,4, utóbbihoz 0,6 μmol/m2s foton kell, maximálisan óránként 16,5 illetve 8 μmol oxigént termel grammonként.

## Morfológia

### Sejt
Sejtjeiben több lemezes kloroplasztisz van pirenoid nélkül.

### Szervezet
2–40 m hosszúak lehetnek. Hajtásai évelők alapi merisztémával és a Laminarialeshez hasonló lemezekkel.:167

## Élőhely
Az Antarktisz endemikus faja, többek közt a Collins-gleccseren, az Artigákon, az Ardley-félszigeten él. Feltehetően a környező óceáni medencék, a sarkköri áramlás és a kontinenst és élőlényeit közel 30 millió évre elválasztó poláris frontális zóna miatt lett endemikus.
Sziklákhoz rögzülhetnek.

## Életciklus
A sporofiton parenchimás, köztes sejtekkel nő, életciklusa heteromorf, gametofiton szakaszát elvesztette, vagyis nincs nemzedékváltakozás, az életciklus diplonta. Ivaros szaporodása izogám. A teljes sporangiumok kedvezőtlen körülmények közt felszabadulhatnak, a gamétangium-csoportoké az ivarsejtek gamétangiumokból való kiszabadulását előzi meg. Nem ismert, hogy a gamétangiumokból távoznak-e életképes ivarsejtek ezután. A gamétangiumban maradó ivarsejtek feltehetően az érzékeny ivarsejtek védelméért alakult ki a környezeti stressztől.:922 Őket a gamétangiumfal veszi körül, csökkentve az ultraibolya sugárzást.:924
Izogámiája másodlagosan alakulhatott ki anizogám ősből az Ectocarpalestől és a Ralfsiales és a Tilopteridales közös ősétől függetlenül.

## Ökológia
Bár a Laevilacunaria antarctica nagy mennyiségben található Ascoseira-hajtásokon, ökológiai tanulmányok szerint nem eszi azt.
Sérüléskor hidrogén-peroxidot bocsát ki, gátolva felemáslábú rákok általi fogyasztását.
Szárazanyag-tartalma 0,64%-a oldódó florotannin, ami az egyik legkisebb, a nem oldódók aránya ennél nagyobb. Antioxidáns hatásuk 24–29,6 μmol Troloxszal ekvivalens. A barnamoszatokhoz képest csekély antioxidáns hatásuk ellenére az egyik legultraibolyasugárzás-tűrőbb faj. 5 és 10 m-en vett mintáit az UV-sugárzás nem befolyásolta jelentősen, szemben a 20 m-en vettekkel.

## Genetika
Egylaki hajtásai diploid sejtekből állnak.:918
Több szuperoxid-dizmutázuk van: van Mn-SOD, Fe-SOD, Fe/Mn-SOD és CuZn-SOD (mangán-, vas-, vas-mangán- és réz-cink-szuperoxid-dizmutáz) is a génjeikben.:3. ábra

### DNS-javítás
Az UV-B-sugárzás indukálta ciklobután-pirimidin-dimereket hatékonyan javítja, 1–2 óra besugárzás után 2 napig alacsony intenzitású fehér fényben kevés dimer marad, 4 óra esetén 1 marad millió bázispáronként, 8 esetén 3.:923

## Fordítás
Ez a szócikk részben vagy egészben  az   Ascoseira című angol Wikipédia-szócikk ezen változatának fordításán alapul.  Az eredeti cikk szerkesztőit annak laptörténete sorolja fel. Ez a jelzés csupán a megfogalmazás eredetét és a szerzői jogokat jelzi, nem szolgál a cikkben szereplő információk forrásmegjelöléseként.